# Eberhard Butzke

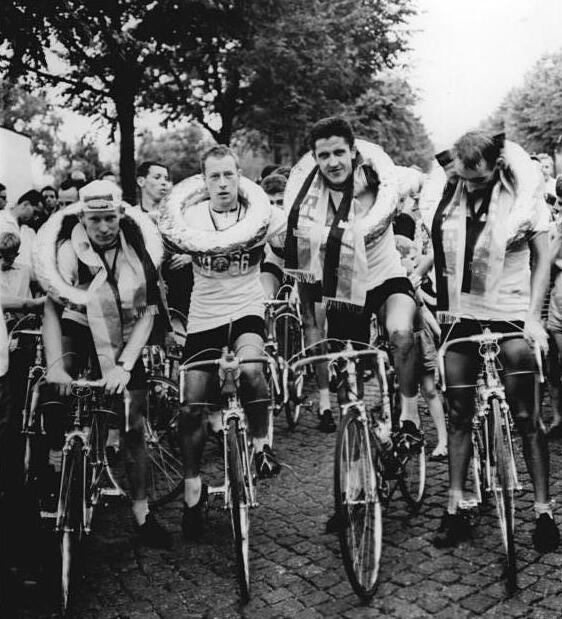
Eberhard Butzke (r.) mit dem Team des SC Dynamo Berlin als DDR-Meister im Mannschaftszeitfahren 1966. V. l. n. r.: Axel Peschel, Kurt Müller und Lothar Appler

Eberhard Butzke (* 14. November 1940 in Drosedow, Pommern) ist ein ehemaliger deutscher Radrennfahrer, der in den 1960er-Jahren in der DDR erfolgreich war.

## Sportliche Laufbahn
Der 1,78 Meter große Butzke wandte sich 1957 zunächst als Tourenfahrer dem Straßenradsport zu und schloss sich der Polizeisportgemeinschaft Dynamo Potsdam an. Dort waren Willy Frach, Dritter bei der Sprint-WM 1932, und Richard Huschke, deutscher Profi-Straßenmeister 1922 und 1925, seine ersten Trainer. In der Jugendklasse gewann er rund 20 Rennen. Bereits 1959 startete er als 18-Jähriger beim längsten Eintagesrennen der DDR Rund um Berlin. Nachdem er seine Schlosserlehre abgeschlossen hatte, wurde er zum SC Dynamo Berlin delegiert. 1961 bestritt er bei der DDR-Rundfahrt sein erstes Etappenrennen, bis 1968 war er fünfmal dabei. Seine besten Resultate erreichte er dort 1961 und 1963, jeweils mit einem siebten Platz. Seine ersten beachtenswerten Siege feierte Butzke 1962 bei den DDR-Klassikern Rund um die Hainleite und Rund um Sebnitz. 1964 siegte er im Großen Renak-Preis.
Nachdem sich Butzke 1962 mit Platz acht in der Ägypten-Rundfahrt sowie 1964 bei der Niederösterreich-Rundfahrt (2.) und bei der Tunesien-Rundfahrt (6.) gut in Szene gesetzt hatte, setzte er sich auch bei den DDR-Ausscheidungsrennen für das 1965er Drei-Länder-Etappenrennen Internationale Friedensfahrt durch. Von den fünf in die Endwertung gekommenen DDR-Fahrern belegte er als Drittbester seiner Mannschaft den elften Platz. In der Schweden-Rundfahrt wurde er als bester Fahrer der DDR Achter. In der Harzrundfahrt 1965 wurde er Dritter.
Auch 1966 gehörte er wieder zum DDR-Mannschaftsaufgebot für die Friedensfahrt. Während er nach der vierten Etappe als Sechster noch bester DDR-Fahrer gewesen war, brach er auf der elften Etappe ein und wurde am Ende als schlechtester DDR-Fahrer nur 38. Dafür hielt er sich bei den DDR-Meisterschaften schadlos, als er mit dem SC Dynamo den Meistertitel im 100-m-Mannschaftszeitfahren holte. Er galt als ausgesprochener Spezialist für Rundstreckenrennen und holte sich hier zahlreiche Siege, u. a. den Renak- und den Barkaspreis (1964 bzw. 1966).
1967 wurde er Opfer einer Disziplinarstrafe seitens des DDR-Radsport-Verbandes, was den Ausschluss aus dem SC Dynamo zur Folge hatte. Der Ausschluss wurde mit dem vorzeitigen Ausstieg aus dem Radrennen Dynamo-Cup begründet. Mit dem aus demselben Grund disziplinierten Lothar Appler wechselte er zur BSG Post Berlin und kämpfte mit guten Ergebnissen in der 100-km-Mannschaftsmeisterschaft um die Rehabilitierung. Nachdem der SC Dynamo eine Wiederaufnahme abgelehnt hatte, beendete Butzke 1968 als 27-Jähriger seine sportliche Laufbahn und eröffnete zwei Jahre später sein Radsportfachgeschäft im Berliner Vorort Borgsdorf.
Seit den 2000er-Jahren beteiligte sich Butzke als Fahrer des Radteams Borgsdorf an Seniorenrennen und gewann z. B. 2004 den Großen Preis von Hansano. Bei der Master-Straßenweltmeisterschaft 2005 belegte er Platz sieben.